# Douvres-la-Délivrande
Douvres-la-Délivrande (duvʁ.la.de.li.vʁɑ̃dⓘ) es una población y comuna francesa, situada en la región de Baja Normandía, departamento de Calvados, en el distrito de Caen y cantón de Douvres-la-Délivrande.

## Demografía
| 1821 | 1916 | 2356 | 2877 | 3983 | 4809 |
| Para los censos de 1962 a 1999 la población legal corresponde a la población sin duplicidades (Fuente: INSEE [Consultar]) |      |      |      |      |      |